# Ardabil (Provinz)

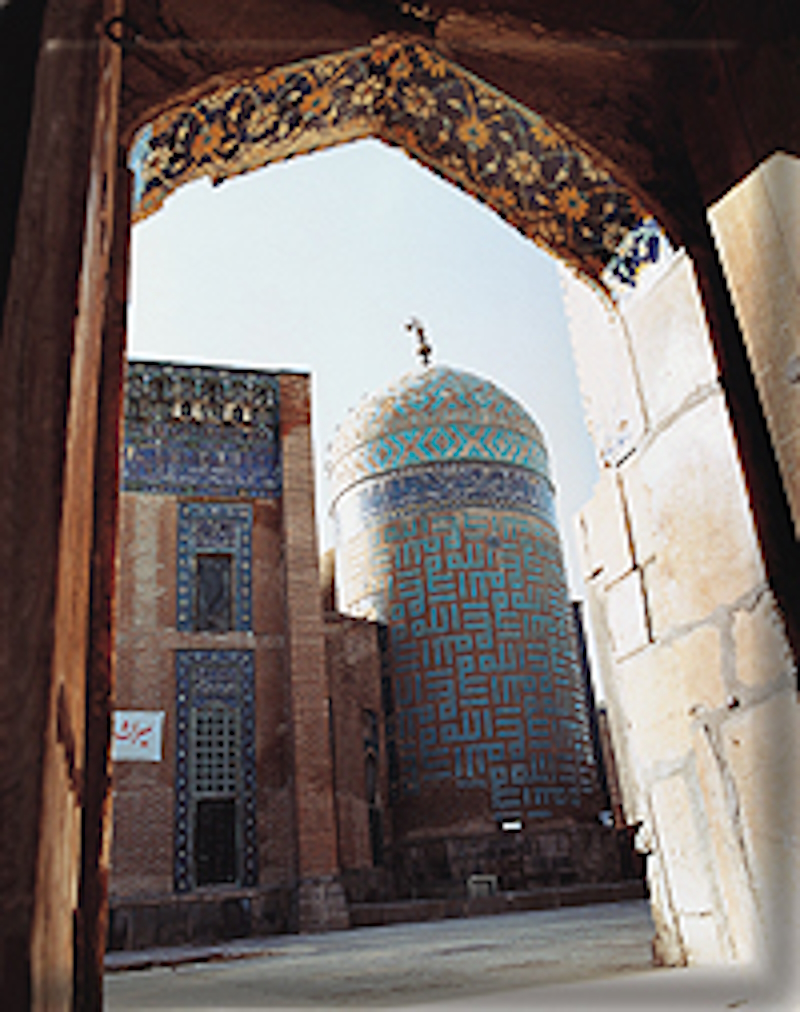
Scheich-Safi-Moschee, Ardabil

Ardabil (persisch اردبيل, Aussprache: /ærdæˈbiːl/, aserbaidschanisch Ərdəbil) ist eine der 31 iranischen Provinzen. Hauptstadt ist die gleichnamige Stadt Ardabil.
In der Provinz (persisch Ostan) lebten im Jahr 2016 1.270.420 Menschen (Volkszählung 2016) auf einer Fläche von 17.800 Quadratkilometer; dies entspricht einer Bevölkerungsdichte von 71 Einwohner pro Quadratkilometer.

## Geographie
Die zur Region Aserbaidschan gehörende Provinz liegt im Nordwesten Irans an der Grenze zur Republik Aserbaidschan und dem Kaspischen Meer. Die Temperaturen steigen im Sommer bis auf maximal 35 Grad Celsius und fallen im Winter bis auf minus 25 Grad Celsius. In Ardabil liegt der Sabalan, mit 4811 m der dritthöchste Berg und zweithöchste Vulkan des Landes.

## Bevölkerung
Die Bevölkerungsmehrheit stellen mit Abstand die Aserbaidschaner. Mehrheitssprache ist die mit dem Türkischen verwandte aserbaidschanische Sprache.
Es leben auch die Talisch sprechenden Talischen in der Provinz.

## Geschichte
Bis 1993 gehörte sie zur Nachbarprovinz Ost-Aserbaidschan.

## Verwaltungsgliederung

Gliederung der Provinz

Ardabil gliedert sich in zwölf Landkreise:
- Ardabil
- Aslanduz
- Bilasavar
- Germi
- Khalkhal
- Kowsar
- Meshginshahr
- Namin
- Nir
- Parsabad
- Sareyn
- Ungut

## Sehenswürdigkeiten
- Grabheiligtum des Safi ad-Din

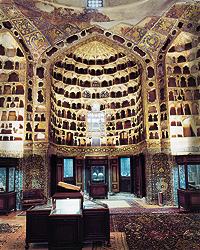
Ardabil-Museum

- Mineralwasserquellen von Beele-Darreh, Sareyn, Sardabeh und Buschlu
- Seen Ne'or, Schurabil, SchurGel, NouSchahr und Alucheh mit zahlreichen seltenen Wasservögeln
- Thermalquellen von Moiel, Eelando und Qaynarja
- Fluss Qara Su und Umgebung
- Wasserquellen von Qotur Suie, 42 Kilometer von Meschkin Schahr entfernt
- Alte Burg Meschkin Schahr
- Burg Qahqaheh, 80 Kilometer von Meschkin Schahr entfernt
- Deev-Qalasi (Burg des Riesen) in Kavij
- Petrograph (in Stein gemeißelte Keilschrift) von Schapour Sasani in Meschkin Schahr
- Alter Friedhof in Oonar
- Grab von Scheich Haydar in Meschkin Schahr
- Imamzadeh Seyyed Soleyman
- Ardabil-Museum

## Hochschulen
- Ardabil University of Medical Sciences
- Mohaghegh Ardabili University
- Islamic Azad University of Ardabil
- Payam Noor University of Ardabil
- Soureh University of Ardabil
- Islamic Azad University of Khalkhal